# Veelerveen
Veelerveen est un village qui fait partie de la commune de Westerwolde dans la province néerlandaise de Groningue.